# كمال أباد (دشتاب)
كمال أباد (بالفارسية: کمال‌آباد) هي قرية تقع في إيران في قسم دشتاب الريفي. يقدر عدد سكانها بـ 9 نسمة .